# Gregariella
Gregariella — род морских двустворчатых моллюсков из семейства Anatinellidae отряда Veneroida. Известны в ископаемом виде. Длина раковины до 1,9 см (Gregariella coralliophaga). Встречаются в Тихом, Атлантическом и Индийском океанах от тропических до умеренных вод. Донные моллюски-фильтраторы, обитающие на глубине от 0 до 200 м. Расселяются при помощи пелагической личинки. Они безвредны для человека, их охранный статус не определён, объектами промысла не являются.

## Виды
На декабрь 2024 года в род включают 19 видов:
1. Gregariella australis (E. von Martens, 1879)
2. Gregariella bakeri (Dall, Bartsch & Rehder, 1938)
3. Gregariella barbata (Reeve, 1858)
4. Gregariella chenui (Récluz, 1842)
5. Gregariella coarctata (P. P. Carpenter, 1857)
6. Gregariella coralliophaga (Gmelin, 1791)
7. Gregariella denticulata (Dall, 1871)
8. Gregariella difficilis (Deshayes, 1863)
9. Gregariella ehrenbergi (Issel, 1869)
10. Gregariella exilis (R. A. Philippi, 1847)
11. Gregariella fischeri (E. A. Smith, 1885)
12. Gregariella multistriata (E. A. Smith, 1872)
13. Gregariella nubilis (Iredale, 1937)
14. Gregariella obermulleri (Fischer-Piette & Nicklès, 1946)
15. Gregariella petagnae (Scacchi, 1832)
16. Gregariella semigranata (Reeve, 1858)
17. Gregariella setigera (Dunker, 1857)
18. Gregariella splendida (sensu Reeve, 1858)
19. Gregariella vignoni (Petit de la Saussaye, 1862)